# Andrey Santos
Pour les articles homonymes, voir Santos (homonymie).
Andrey Nascimento dos Santos, dit Andrey Santos, né le 3 mai 2004 à Rio de Janeiro au Brésil, est un footballeur international brésilien qui évolue au poste de milieu central au Chelsea FC.

## Biographie

### En club

#### Vasco da Gama (2021-2023)
Né à Rio de Janeiro au Brésil, Andrey Santos est inscrit par sa grand-mère dans une école de futsal à Bangu à l'âge de quatre ans. Il prend goût au sport et est repéré par le Vasco da Gama à la suite d'un tournoi. Il rejoint le club en 2011 et y fait toute sa formation de joueur. Il est alors l'une des principales promesses du club, se distinguant avec les équipes de jeunes, étant notamment sacré champion du Carioca avec les moins de 15 ans. Capitaine avec les moins de 17 ans, Andrey Santos se rapproche de l'équipe première et le 7 août 2020, alors âgé de 16 ans, il signe son premier contrat professionnel, le liant au club jusqu'en décembre 2023.
Il joue son premier match en professionnel le 28 novembre 2021, à l'occasion d'une rencontre de deuxième division brésilienne face au Londrina Esporte Clube. Il entre en jeu et son équipe s'incline par trois buts à zéro.
Le 7 juin 2022, Andrey Santos inscrit son premier but en professionnel, lors d'un match de championnat contre le Clube Náutico Capibaribe. Il est titularisé ce jour-là et participe à la victoire de son équipe par trois buts à deux,.
Alors qu'il vient à peine de découvrir le monde professionnel, plusieurs clubs européens s'intéressent à lui en 2022, le FC Barcelone est notamment évoqué. Le 5 septembre 2022, il prolonge finalement son contrat jusqu'en septembre 2027 avec Vasco da Gama.

#### Chelsea FC et prêt à Vasco da Gama (depuis 2023)
Le 6 janvier 2023, Andrey Santos s'engage avec le Chelsea FC pour un contrat courant jusqu'en juin 2030,. Le transfert est estimé à 12,5 millions d'euros. « C'est une très grande opportunité pour moi. C'est un grand club qui joue dans de grandes compétitions comme la Premier League, donc je suis très excité. Les joueurs ici sont très bons et je suis très heureux d'être ici » déclare Andrey Santos concernant sa signature chez les Blues,.
Après avoir échoué à obtenir un permis de travail, Andrey Santos est prêté par Chelsea le 2 mars 2023 à son ancien club, Vasco da Gama, jusqu'au 30 juin 2023.

#### Prêt à Nottingham Forest
Le 25 août 2023, Andrey Santos est prêté par Chelsea à Nottingham Forest pour une saison.
Très peu utilisé à Nottingham Forest, il est rappelé de son prêt par Chelsea en janvier 2024.

#### Prêt à Strasbourg
Le 1er février 2024, Andrey Santos est prêté par Chelsea au Racing Club de Strasbourg, qui appartient également au groupe BlueCo. Il rejoint sa nouvelle équipe après le tournoi qualificatif pré-olympique à la mi-février. Il joue son premier match en Ligue 1 le 18 février 2024 face au FC Lorient (défaite 3-1). Il est de nouveau prêté au Racing pour la saison 2024-2025.

### En sélection

#### Équipes de jeunes et olympique
Andrey Santos représente l'équipe du Brésil des moins de 15 ans en 2019 pour un total de six matchs joués et deux buts inscrits. 
Avec les moins de 20 ans, il remporte l'édition 2023 (en) du Sudamericano où il termine également co-meilleur buteur aux côtés de son compatriote Vitor Roque avec six réalisations,. Avec cette même sélection Andrey Santos participe à la coupe du monde des moins de 20 ans en 2023, où il officie comme capitaine et dont il est l'un des atouts majeurs.
En janvier 2024, Andrey Santos est sélectionné et nommé capitaine par Ramon Menezes pour participer au tournoi de qualification pour les Jeux olympiques de Paris 2024 avec l'équipe du Brésil olympique. Le Brésil termine 3e à la suite de la défaite face à l'Argentine lors de la dernière journée (1-0) et ne se qualifie donc pas.

#### Avec laSeleção
En mars 2023, Andrey Santos est convoqué pour la première fois avec l'équipe nationale du Brésil par le sélectionneur intérimaire Ramon Menezes. Il honore sa première sélection lors de ce rassemblement, le 25 mars 2023, lors d'un match amical contre le Maroc. Il est titularisé et son équipe s'incline par deux buts à un,.

## Statistiques
| Saison                | Club                     | Championnat           | Championnat | Championnat | Championnat | Coupe nationale | Coupe nationale | Coupe nationale | Coupe de la Ligue | Coupe de la Ligue | Coupe de la Ligue | Ligue régionale | Ligue régionale | Ligue régionale | Coupe du monde des clubs | Coupe du monde des clubs | Coupe du monde des clubs | Total | Total | Total |
| Saison                | Club                     | Division              | M.          | B.          | P.d.        | M.              | B.              | P.d.            | M.                | B.                | P.d.              | M.              | B.              | P.d.            | M.                       | B.                       | P.d.                     | M.    | B.    | P.d.  |
| 2021                  | Vasco da Gama            | Série B               | 1           | 0           | 0           | -               | -               | -               | -                 | -                 | -                 | 1               | 0               | 0               | -                        | -                        | -                        | 2     | 0     | 0     |
| 2022                  | Vasco da Gama            | Série B               | 33          | 8           | 0           | 1               | 0               | 0               | -                 | -                 | -                 | 2               | 0               | 0               | -                        | -                        | -                        | 36    | 8     | 0     |
| 2023                  | Vasco da Gama (prêt)     | Série A               | 6           | 1           | 0           | 1               | 0               | 0               | -                 | -                 | -                 | 4               | 0               | 0               | -                        | -                        | -                        | 11    | 1     | 0     |
| Sous-total            | Sous-total               | Sous-total            | 40          | 9           | 0           | 2               | 0               | 0               | -                 | -                 | -                 | 7               | 0               | 0               | -                        | -                        | -                        | 49    | 9     | 0     |
| 2023-2024             | Nottingham Forest (prêt) | Premier League        | 1           | 0           | 0           | -               | -               | -               | 1                 | 0                 | 0                 | -               | -               | -               | -                        | -                        | -                        | 2     | 0     | 0     |
| 2023-2024             | RC Strasbourg (prêt)     | Ligue 1               | 11          | 1           | 0           | -               | -               | -               | -                 | -                 | -                 | -               | -               | -               | -                        | -                        | -                        | 11    | 1     | 0     |
| 2024-2025             | RC Strasbourg (prêt)     | Ligue 1               | 32          | 10          | 3           | 2               | 1               | 1               | -                 | -                 | -                 | -               | -               | -               | -                        | -                        | -                        | 34    | 11    | 4     |
| Sous-total            | Sous-total               | Sous-total            | 43          | 11          | 3           | 2               | 1               | 1               | -                 | -                 | -                 | -               | -               | -               | -                        | -                        | -                        | 45    | 12    | 4     |
| 2024-2025             | Chelsea                  | Premier League        | -           | -           | -           | -               | -               | -               | -                 | -                 | -                 | -               | -               | -               | 4                        | 0                        | 1                        | 4     | 0     | 1     |
| 2025-2026             | Chelsea                  | Premier League        | 1           | 0           | 0           | -               | -               | -               | -                 | -                 | -                 | -               | -               | -               | -                        | -                        | -                        | 1     | 0     | 0     |
| Sous-total            | Sous-total               | Sous-total            | 1           | 0           | 0           | 0               | 0               | 0               | -                 | -                 | -                 | -               | -               | -               | 4                        | 0                        | 0                        | 5     | 0     | 0     |
| Total sur la carrière | Total sur la carrière    | Total sur la carrière | 85          | 20          | 3           | 4               | 1               | 1               | 1                 | 0                 | 0                 | 7               | 0               | 0               | 4                        | 0                        | 1                        | 101   | 21    | 5     |

### En sélection nationale
| Saison                | Sélection             | Phases finales        | Phases finales | Phases finales | Phases finales | Éliminatoires CDM | Éliminatoires CDM | Éliminatoires CDM | Matchs amicaux | Matchs amicaux | Matchs amicaux | Total | Total | Total |
| Saison                | Sélection             | Compétition           | M              | B              | Pd             | M                 | B                 | Pd                | M              | B              | Pd             | M     | B     | Pd    |
| --------------------- | --------------------- | --------------------- | -------------- | -------------- | -------------- | ----------------- | ----------------- | ----------------- | -------------- | -------------- | -------------- | ----- | ----- | ----- |
| 2022-2023             | Brésil                | -                     | -              | -              | -              | -                 | -                 | -                 | 1              | 0              | 0              | 1     | 0     | 0     |
| 2024-2025             | Brésil                | -                     | -              | -              | -              | 1                 | 0                 | 0                 | -              | -              | -              | 1     | 0     | 0     |
| Total sur la carrière | Total sur la carrière | Total sur la carrière | -              | -              | -              | 1                 | 0                 | 0                 | 1              | 0              | 0              | 2     | 0     | 0     |

## Palmarès
En club
Formé au Vasco da Gama, Andrey Santos remporte avec Chelsea la Coupe du monde des clubs 2025, organisée aux États-Unis. 
| Chelsea FC (1)                                        |
| ----------------------------------------------------- |
| - Coupe du monde des clubs (1) : - Vainqueur en 2025. |

### En sélection nationale
Avec l'équipe du Brésil des moins de 20 ans, Santos remporte son premier trophée en carrière avec le sacre de la Seleção lors de l'édition 2023 (en) du Sudamericano.
| Brésil -20 ans (1)                                    |
| ----------------------------------------------------- |
| - Sudemericano des -20 ans (1) : - Vainqueur en 2023. |

### Distinctions individuelles
- Co-meilleur buteur de l'édition 2023 (en) du Sudemericano des moins de 20 ans (6 buts).
- Meilleur joueur du RC Strasbourg pour la saison 2024-2025 (voté par l'Antre du Racing).
- Nommé plus beau but du RC Strasbourg sur la saison 2024-2025 pour son but face au Toulouse FC (voté par l'Antre du Racing).
- Nommé pour le titre de Meilleur espoir de Ligue 1 pour la saison 2024-2025, décerné à Désiré Doué[33].
- Deuxième meilleur joueur du RC Strasbourg sur la saison 2024-2025 (voté par les supporters du club).